# جورج غاردنر (مدرب كرة سلة)
جورج غاردنر (بالإنجليزية: George Gardner)‏ هو مدرب كرة سلة أمريكي، ولد في 28 سبتمبر 1898 في مقاطعة غرين في الولايات المتحدة، وتوفي في 1974 في أركنساس سيتي في الولايات المتحدة.